# Station Garches - Marnes-la-Coquette
Station Garches - Marnes-la-Coquette is een spoorwegstation aan de spoorlijn Saint-Cloud - Saint-Nom-la-Bretèche. Het station ligt in de Franse gemeente Garches, bij de grens van Marnes-la-Coquette in het departement Hauts-de-Seine (Île-de-France).

## Geschiedenis
Het station werd op 5 mei 1884 geopend door de Compagnie des chemins de fer de l'Ouest bij de opening van de spoorlijn Saint-Cloud - Saint-Nom-la-Bretèche. Sinds zijn oprichting is het eigendom van de Société nationale des chemins de fer français (SNCF).

## Ligging
Het station ligt op kilometerpunt 16,714 van de spoorlijn Saint-Cloud - Saint-Nom-la-Bretèche.

## Diensten
Het station wordt aangedaan door treinen van Transilien lijn L tussen Paris-Saint-Lazare en Saint-Nom-la-Bretèche - Forêt de Marly.

## Vorig en volgend station
| Richting                               | Vorig station | Lijn    | Volgend station | Richting           |
| -------------------------------------- | ------------- | ------- | --------------- | ------------------ |
| Saint-Nom-la-Bretèche - Forêt de Marly | Vaucresson    | Trans L | Saint-Cloud     | Paris-Saint-Lazare |